# Cárdenas (Tabasco)
Cárdenas es una ciudad mexicana situada en el estado de Tabasco, cabecera del municipio homónimo. Es la segunda ciudad más poblada del estado, tras la capital, Villahermosa.
Hoy en día, Cárdenas es centro vital para las industrias petrolera, azucarera, arrocera y chocolatera; así como un importante nudo de comunicaciones dentro y fuera del estado, pues la atraviesa la carretera federal 180, que une la región Sureste con el centro del país.

## Etimología
La ciudad lleva el nombre del ilustre Dr. José Eduardo de Cárdenas y Romero, por cuya iniciativa se fundó la población en terrenos de su rancho "Los Naranjos" donados por él. El nombre original de la población fue San Antonio de los Naranjos, pero el 2 de enero de 1851 se le cambió el nombre por el de San Antonio de Cárdenas. En 1868, el H. Congreso del Estado, le otorgó a la villa el título de "Heroica", debido a la patriótica participación de la población durante la intervención francesa en 1863.[cita requerida]

## Historia
Entre 1680 y 1689, debido a las incursiones de piratas ingleses al mando del Laureen Graff alias Lorencillo, los agualulcos tuvieron que abandonar la Barra de Santa Ana e internarse tierra adentro fundando aldeas y pueblo como San Felipe Río Nuevo (hoy, villa Gutiérrez Gómez) y Huimango. La tribu nahuatl que originalmente pobló el lugar donde actualmente se localiza esta población, le dio el nombre de: “Ayahualco” que quiere decir: “en el cerco lleno de agua”.
Para evitar de una vez por todas el asedio de los piratas, los pueblos de la Chontalpa resolvieron en 1765, tapar el río Mezcalapa o de Dos Bocas, en el llamado “paso de don Chilo Pardo”, sitio ubicado en el municipio de Huimanguillo, desviándolo hacia un brazo afluente del río Grijalva. Desde entonces, a ese cauce que disminuyó drásticamente su caudal, se le llamó "río Seco"(Francisco Javier Santamaría; Documento Histórico de Tabasco, 1980).
Recientemente fueron encontrados dos antiguos mapas, uno fechado en 1776, y el otro en 1777, en los que aparece un asentamiento llamado Pueblo Nuevo, en el sitio que hoy corresponde a la cabecera municipal.

### Fundación de la ciudad
El 22 de abril de 1797 por disposición del gobernador colonial Miguel de Castro y Araoz, y a iniciativa del doctor José Eduardo de Cárdenas y Romero, dio inicio la mensura de las tierras de San Antonio Río Seco, y con ello, la fundación de San Antonio de Los Naranjos, en lo que hoy sería el primer cuadro de la ciudad de H. Cárdenas.
Manuel Gil y Sáenz en su Historia de Tabasco cita que el 12 de febrero de 1825 se le concedió al pueblo de San Antonio, la creación de su Ayuntamiento conforme a la Ley Reglamentaria N.º 21 del 9 de febrero de 1825. Gobernaba a Tabasco Agustín Ruiz de la Peña.

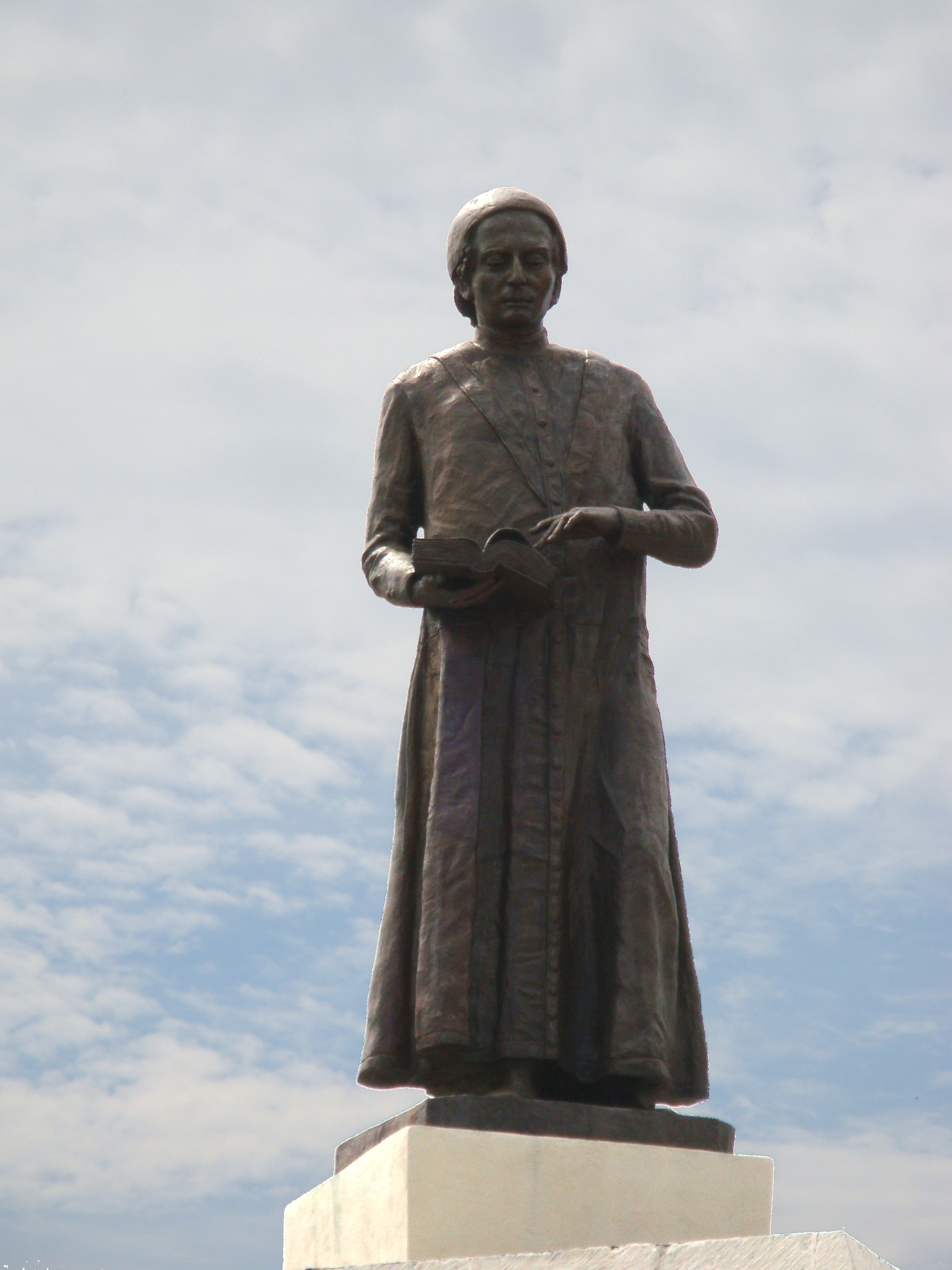
Estatua del Presbítero José Eduardo de Cárdenas y Romero, fundador de la ciudad el 22 de abril de 1797.

El 2 de enero de 1851, el Congreso del Estado decretó que se declaraba villa al pueblo con el nombre de San Antonio de Cárdenas, en memoria de José Eduardo de Cárdenas y Romero, en virtud de haber sido el donante de los terrenos de su propiedad “Los Naranjos”, como él dijo: “para el ensanche y extensión del pueblo”.

### Invasión francesa
El 18 de junio de 1863, Tabasco fue invadido por los franceses, quienes ocupan la capital del estado. Ante esta situación, el 7 de octubre el ilustre tabasqueño Andrés Sánchez Magallanes, se alza en armas en la villa de San Antonio de los Naranjos, dando a conocer el acta de insurrección llamando al "desconocimiento del gobierno invasor y convocando a todas las villas y pueblos del estado a luchar contra la intervención", porque es «muy necesario y muy preciso defender el territorio nacional, libertad e independencia que nos legaron los inmortales Hidalgo y Morelos en la proclamación y protesta que hicieron en el año de 1810». En el acta se desconocía al jefe intervencionista y autonombrado gobernador del estado, Eduardo González Arévalo y a las demás autoridades de él emanadas; se alentaba a los pobladores de Cárdenas, así como de Huimanguillo y Otra Banda del Grijalva, «para que se únan a nosotros y nos ayuden a sacudir las cadenas de los opresores». Así, al grito de ¡¡Viva la República, mueran los colorados!!, Andrés Sánchez Magallanes inició en la villa de San Antonio de los Naranjos, la lucha libertadora en Tabasco.

### Título de "Heroica"
En 1868, el Congreso del Estado emitió un decreto otorgándole el título de “Heroica” a la villa de Cárdenas en premio a su patriótico comportamiento en la defensa del estado contra los invasores franceses y declaró “Benemérito del Estado” al coronel de la Guardia Nacional de Cárdenas, Andrés Sánchez Magallanes, por haber sido el primero que levantó el estandarte nacional contra el poder usurpador.[cita requerida]

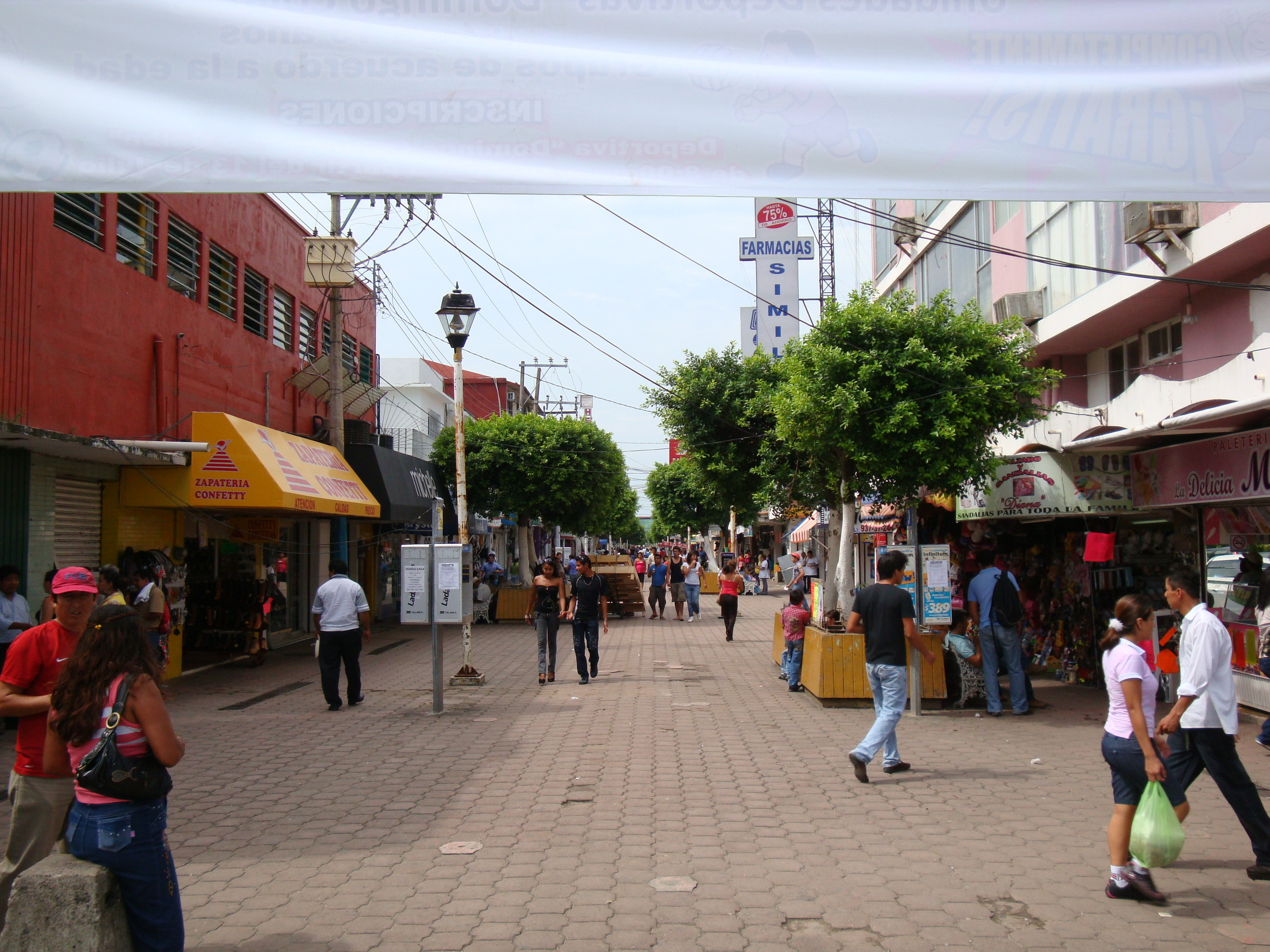
Calle peatonal en el centro de la ciudad.

A finales de 1890, la división territorial del municipio estaba integrada por una villa (H. Cárdenas), 2 pueblos (Barra de Santa Ana y San Felipe Río Nuevo) y 12 vecindarios rurales (Arroyo Hondo, Bajío, Camino Nacional, Calzada, Habanero, Hidalgo, Limón y Candelero, Naranjeño, Paso y Playa, Poza Redonda y Santuario, Río Seco 1.ª, Río Seco 2.ª, Santana y Zapotal).
El 16 de septiembre de 1910 por decreto N.º 21 del 27 de mayo de 1910, la XXIV Legislatura del Estado a iniciativa del diputado Salvador de la Rosa y siendo gobernador Abraham Bandala Patiño, se elevó a la categoría de ciudad a la villa de H. Cárdenas. 
El 5 de abril de 1919, fue uno de los 17 municipios libres en que se divide el estado y el 4 de mayo de 1949, Cárdenas es ratificado municipio del estado de Tabasco.

### Archivo histórico
Cárdenas cuenta con un archivo histórico, donde se resguardan fotografías de los expresidentes, así como material bibliográfico e informativo referente a la historia del municipio, este cuenta con servicios de consulta al público, mediante previo registro.

## Demografía
De acuerdo con el censo realizado en 2020 por el Instituto Nacional de Estadística y Geografía (INEGI), en Cárdenas había un total de 80 454 habitantes, de los que 41 878 eran mujeres y 38 576 eran hombres.
En 2020 se registró un total de 31 785 vivienda, de las que 23 647 estaban habitadas.

### Evolución demográfica
Durante el período 2010-2020, la ciudad tuvo un decrecimiento del -1.3 % anual.
| Gráfica de evolución demográfica de Cárdenas entre 1900 y 2020 |
|                                                                |
| Fuente: Instituto Nacional de Estadística y Geografía.         |

## Infraestructura

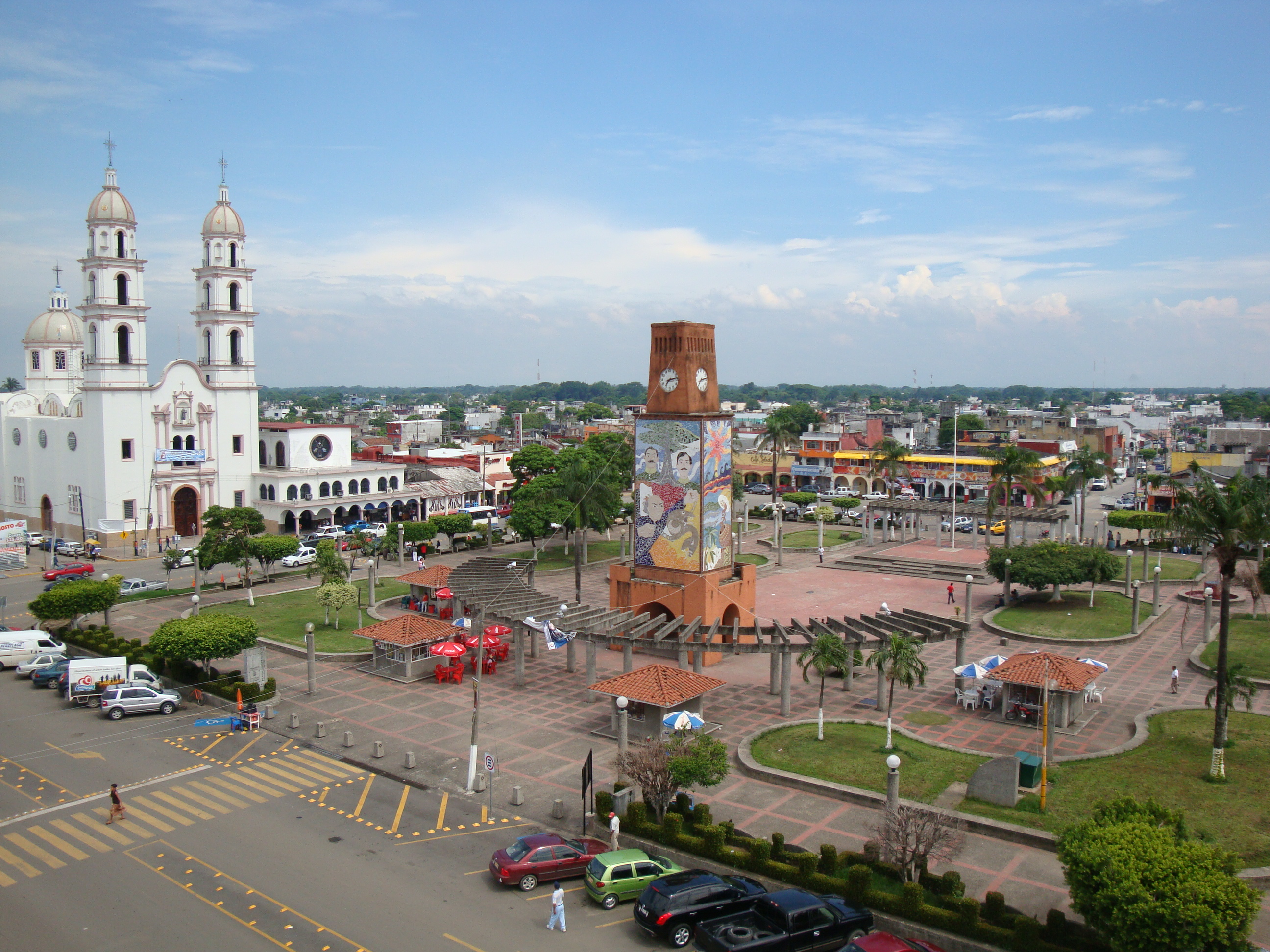
Panorámica del parque Independencia.

Servicios; la ciudad de Cárdenas, es la segunda ciudad más importante del estado, cuenta con servicios como: Energía eléctrica, agua potable, alumbrado público, seguridad pública y tránsito, servicio de limpia, mercados, pavimentación, mantenimiento del drenaje, panteones, rastros, paseos y jardines. El Ayuntamiento proporciona y administra los servicios de parques y jardines, mercados, limpia, unidades deportivas, y recreativas, panteones, seguridad pública, agua potable y rastro municipal.
Cuenta con bibliotecas públicas que proporcionan diversos servicios a las comunidades como el fomento al hábito de la lectura dentro de la cual están los círculos de lectura, la hora del cuento y la hora de la investigación que son actividades que recrean la imaginación de los usuarios.

### Comercio

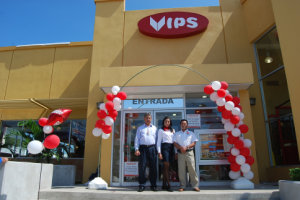
Restaurante Vips en la ciudad de Cárdenas.

La ciudad cuenta con todo tipo de comercio, como supermercados y tiendas de autoservicio de cadenas nacionales, cines, bares, hoteles, salones para eventos, agencias automotrices, representaciones de autopartes de maquinaria pesada, venta de automóviles, tiendas de abarrotes, ropa, muebles, calzado, ferreterías, materiales de construcción, papelerías y libros. Entre los que están: Chedraui, Soriana Mercado, Bodega Aurrera, Sam's Club, Salinas & Rocha, Elektra, Cinemex, Coppel, Oxxo; agencias automotríces como: Ford, Volkswagen, Mitsubishi, Chevrolet, Nissan; restaurantes: El Costeño, Burger King, Pizza Hut, Domino's Pizza, KFC; bancos como: Banorte, Bancomer, Banamex, Scotiabank y HSBC México.

### Comunicaciones

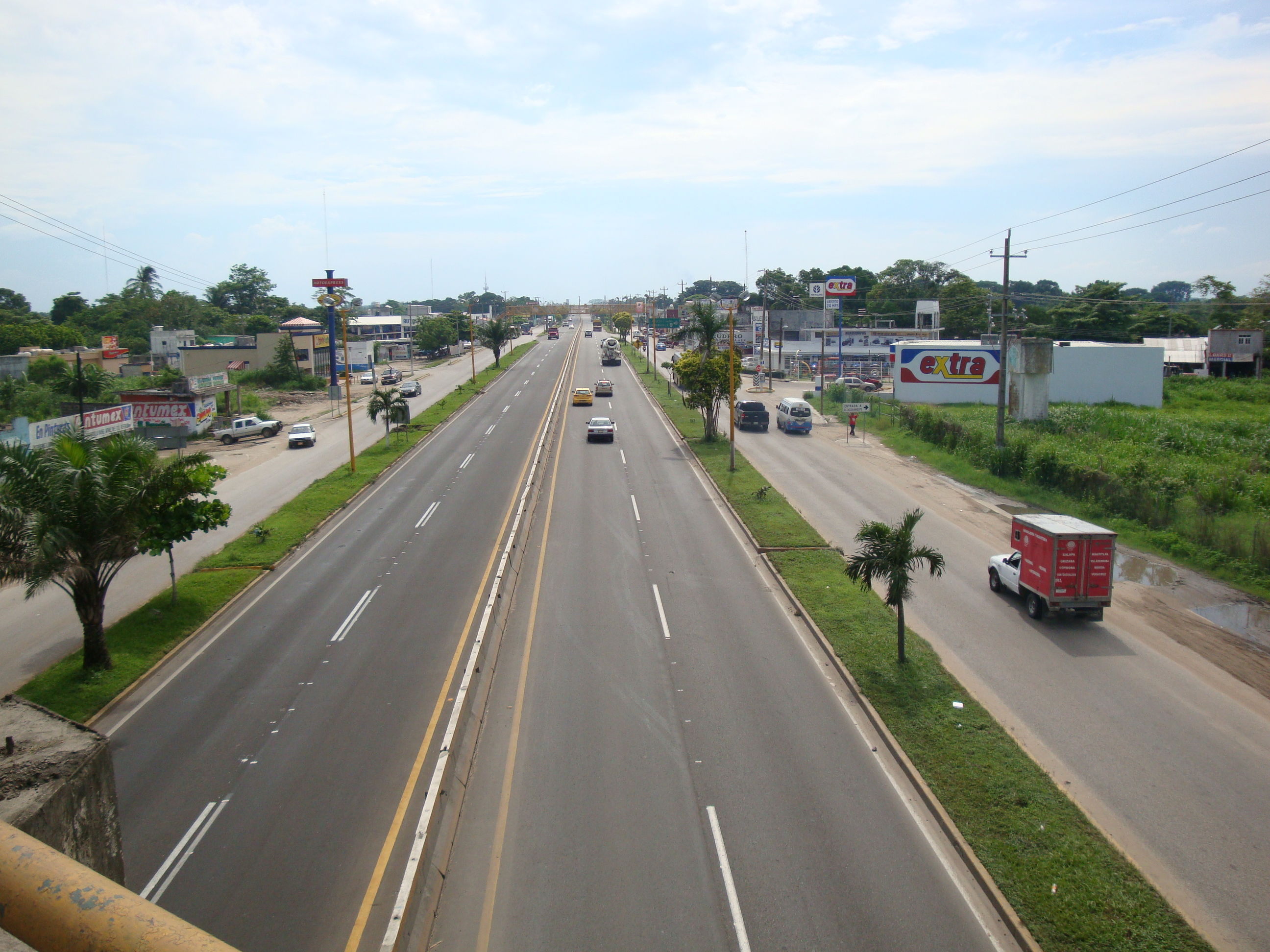
Panorámica de la carretera federal 180 "Circuíto del Golfo" Coatzacoalcos-Villahermosa, que atraviesa la ciudad.

A la ciudad de Cárdenas se puede llegar muy fácilmente por carretera ya que la población es atravesada por dos carreteras federales.
- La carretera federal n.º 180, también llamada "Circuito del Golfo y del Caribe", Coatzacoalcos-Villahermosa, la cual atraviesa la ciudad de oriente a poniente y comunica a la ciudad de Cárdenas, con Villahermosa, la capital del estado. También comunica a Cárdenas con las ciudades del sureste y resto del país.

- La carretera federal n.º 187 Malpaso-El Bellote que atraviesa a la ciudad de sur a norte y que comunica a la Cárdenas con las ciudades de Huimanguillo, Comalcalco, Paraíso y el puerto de Dos Bocas, y que cuenta con un moderno tramo de cuatro carriles entre Cárdenas y Huimanguillo.

## Geografía

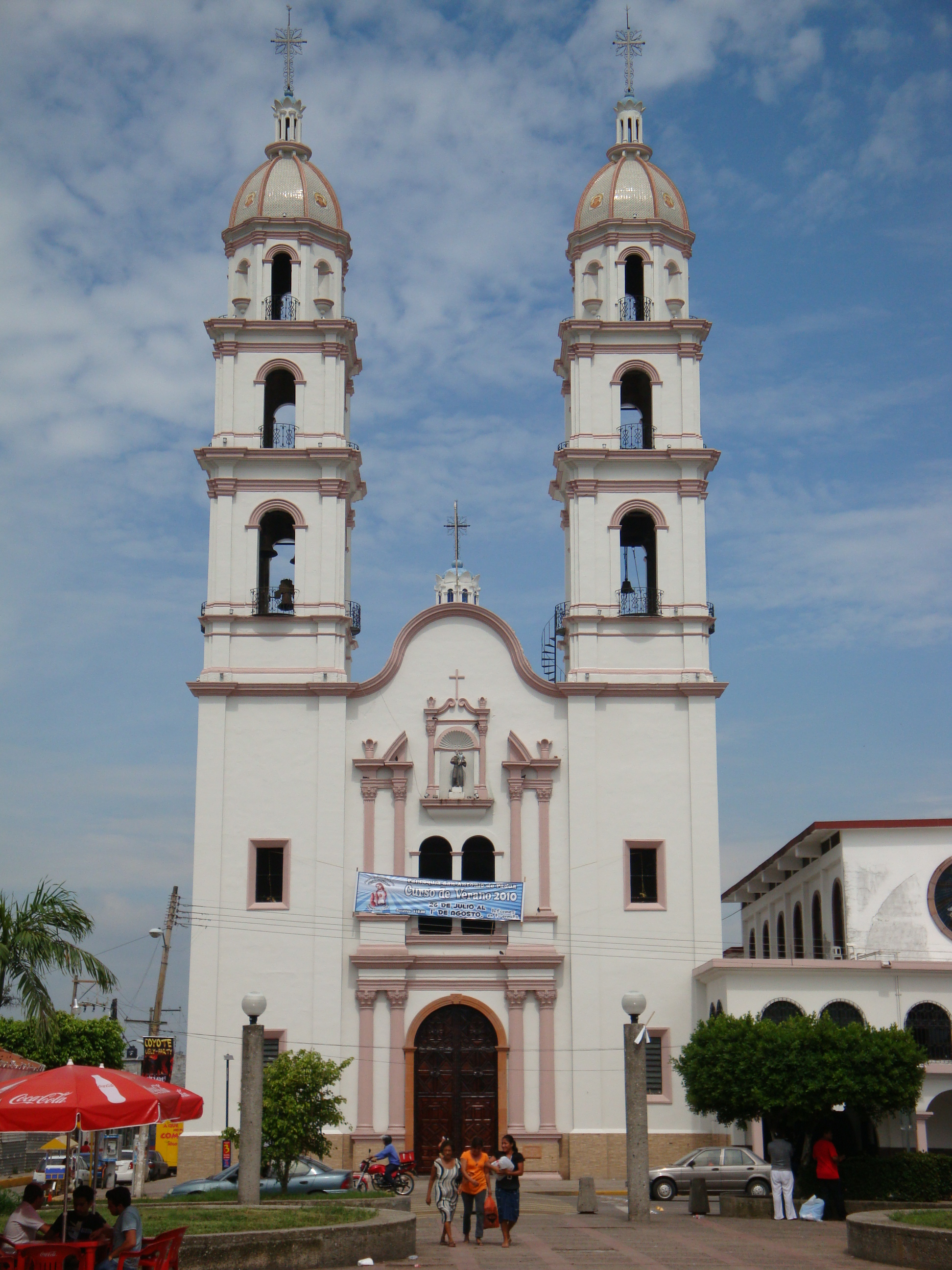
Iglesia de San Antonio de Padua.

La ciudad de Cárdenas se encuentra al sur del municipio de Cárdenas, en el estado de Tabasco; pertenece a la región del Grijalva y a la subregión de la Chontalpa; a la cual pertenecen también los municipios de Comalcalco, Cunduacán, Huimanguillo y Paraíso. Está construida sobre el lecho del río Seco, antiguo afluente del Grijalva y tiene una altitud promedio de 8 m sobre el nivel del mar.

### Clima
El clima, al igual que en la mayor parte del estado, es tropical, lo que propicia que crezca abundante vegetación en los alrededores de la ciudad y en las áreas poco urbanizadas. La ciudad tiene una temperatura media anual de 26.3 °C y una precipitación media anual de 2046.3 mm.
| Parámetros climáticos promedio de Cárdenas, Tabasco | Parámetros climáticos promedio de Cárdenas, Tabasco | Parámetros climáticos promedio de Cárdenas, Tabasco | Parámetros climáticos promedio de Cárdenas, Tabasco | Parámetros climáticos promedio de Cárdenas, Tabasco | Parámetros climáticos promedio de Cárdenas, Tabasco | Parámetros climáticos promedio de Cárdenas, Tabasco | Parámetros climáticos promedio de Cárdenas, Tabasco | Parámetros climáticos promedio de Cárdenas, Tabasco | Parámetros climáticos promedio de Cárdenas, Tabasco | Parámetros climáticos promedio de Cárdenas, Tabasco | Parámetros climáticos promedio de Cárdenas, Tabasco | Parámetros climáticos promedio de Cárdenas, Tabasco | Parámetros climáticos promedio de Cárdenas, Tabasco |
| Mes                                                 | Ene.                                                | Feb.                                                | Mar.                                                | Abr.                                                | May.                                                | Jun.                                                | Jul.                                                | Ago.                                                | Sep.                                                | Oct.                                                | Nov.                                                | Dic.                                                | Anual                                               |
| --------------------------------------------------- | --------------------------------------------------- | --------------------------------------------------- | --------------------------------------------------- | --------------------------------------------------- | --------------------------------------------------- | --------------------------------------------------- | --------------------------------------------------- | --------------------------------------------------- | --------------------------------------------------- | --------------------------------------------------- | --------------------------------------------------- | --------------------------------------------------- | --------------------------------------------------- |
| Temp. máx. abs. (°C)                                | 37.0                                                | 39.0                                                | 42.0                                                | 43.5                                                | 42.0                                                | 42.5                                                | 39.0                                                | 39.0                                                | 38.5                                                | 38.5                                                | 36.5                                                | 38.0                                                | 43.5                                                |
| Temp. máx. media (°C)                               | 27.6                                                | 28.9                                                | 31.9                                                | 34.3                                                | 35.3                                                | 34.3                                                | 33.5                                                | 33.5                                                | 32.6                                                | 31.0                                                | 29.4                                                | 28.0                                                | 31.7                                                |
| Temp. media (°C)                                    | 22.9                                                | 23.7                                                | 25.9                                                | 28.0                                                | 29.0                                                | 28.6                                                | 28.0                                                | 28.0                                                | 27.5                                                | 26.3                                                | 24.7                                                | 23.4                                                | 26.3                                                |
| Temp. mín. media (°C)                               | 18.2                                                | 18.5                                                | 19.9                                                | 21.8                                                | 22.8                                                | 22.8                                                | 22.5                                                | 22.5                                                | 22.4                                                | 21.6                                                | 20.0                                                | 18.8                                                | 21.0                                                |
| Temp. mín. abs. (°C)                                | 10.0                                                | 9.5                                                 | 10.0                                                | 10.0                                                | 14.0                                                | 16.5                                                | 19.0                                                | 18.0                                                | 16.0                                                | 15.0                                                | 12.5                                                | 9.0                                                 | 9.0                                                 |
| Precipitación total (mm)                            | 137.5                                               | 90.8                                                | 43.0                                                | 51.0                                                | 69.7                                                | 217.2                                               | 172.3                                               | 232.1                                               | 339.0                                               | 344.9                                               | 212.7                                               | 136.1                                               | 2046.3                                              |
| Días de precipitaciones (≥ 1 mm)                    | 10.6                                                | 8.1                                                 | 5.2                                                 | 4.2                                                 | 4.9                                                 | 13.3                                                | 14.5                                                | 15.8                                                | 17.5                                                | 16.4                                                | 11.3                                                | 10.7                                                | 132.5                                               |
| Fuente: Servicio Meteorológico Nacional.            |                                                     |                                                     |                                                     |                                                     |                                                     |                                                     |                                                     |                                                     |                                                     |                                                     |                                                     |                                                     |                                                     |

## Museos
El Museo Carlos Pellicer, está ubicado en la ciudad de Cárdenas, donde se exhiben obras del poeta, fotografías y piezas arqueológicas de la cultura olmeca.

### Obras de arte
Mural: "La Heroica Cárdenas a través de su historia", realizado por el pintor muralista Homero Magaña Arellano, y se encuentra ubicado en el Palacio Municipal. En este mural se plasma la historia de la ciudad, desde la época colonial, la fundación, las batallas, el desarrollo de la población, etc.
Mural: "La Evolución del Hombre", de Ponce Montuy, en el museo Carlos Pellicer Cámara de la ciudad.